# Giovanni Maria Morlaiter
Giovanni Maria Morlaiter, född 15 februari 1699 i Venedig, död 22 februari 1781 i Venedig, var en italiensk skulptör.
Giovanni Maria Morlaiters far var glasblåsare från Niederdorf i Pustertal. Morlaiter var en av den italienska rokokons främsta skulptörer. Han arbetade i Venedig större delen av sitt liv bland annat med uppdrag för ett tiotal av stadens kyrkor. Han hade också beställningar från sachsiska hovet och Katarina den Stora. Från 1756 var han tillsammans med Giovanni Battista Tiepolo och Giambattista Pittoni var han en av ledarena för Venedigs nya konstakademi.